# Соликамский государственный педагогический институт
Соликамский государственный педагогический институт — высшее учебное заведение в Соликамске, филиал Пермского государственного университета.

## История
Институт был образован 6 апреля 1991 года в соответствии с Постановлением Совета Министров РСФСР № 191 «Об организации Соликамского государственного педагогического института». Министерство образования РСФСР была удовлетворена просьба Пермского облисполкома. Первым ректором института был Александр Леонидович Зимин, который сумел «в сложных социально-экономических условиях преумножить материальную базу института, привлечь в вуз педагогические кадры, обозначить место института в образовательном пространстве Пермского края».
В 2013 году Соликамский государственный педагогический институт присоединён к Пермскому государственному университету, став его филиалом.

## Структура
В структуру института входят следующие учебные структурные подразделения:
- Отделение очного обучения
- Отделение заочного обучения
- Кафедра математических и естественнонаучных дисциплин
- Кафедра социальных и гуманитарных дисциплин
- Кафедра педагогики и психологии